# Schürenbrinkkapelle

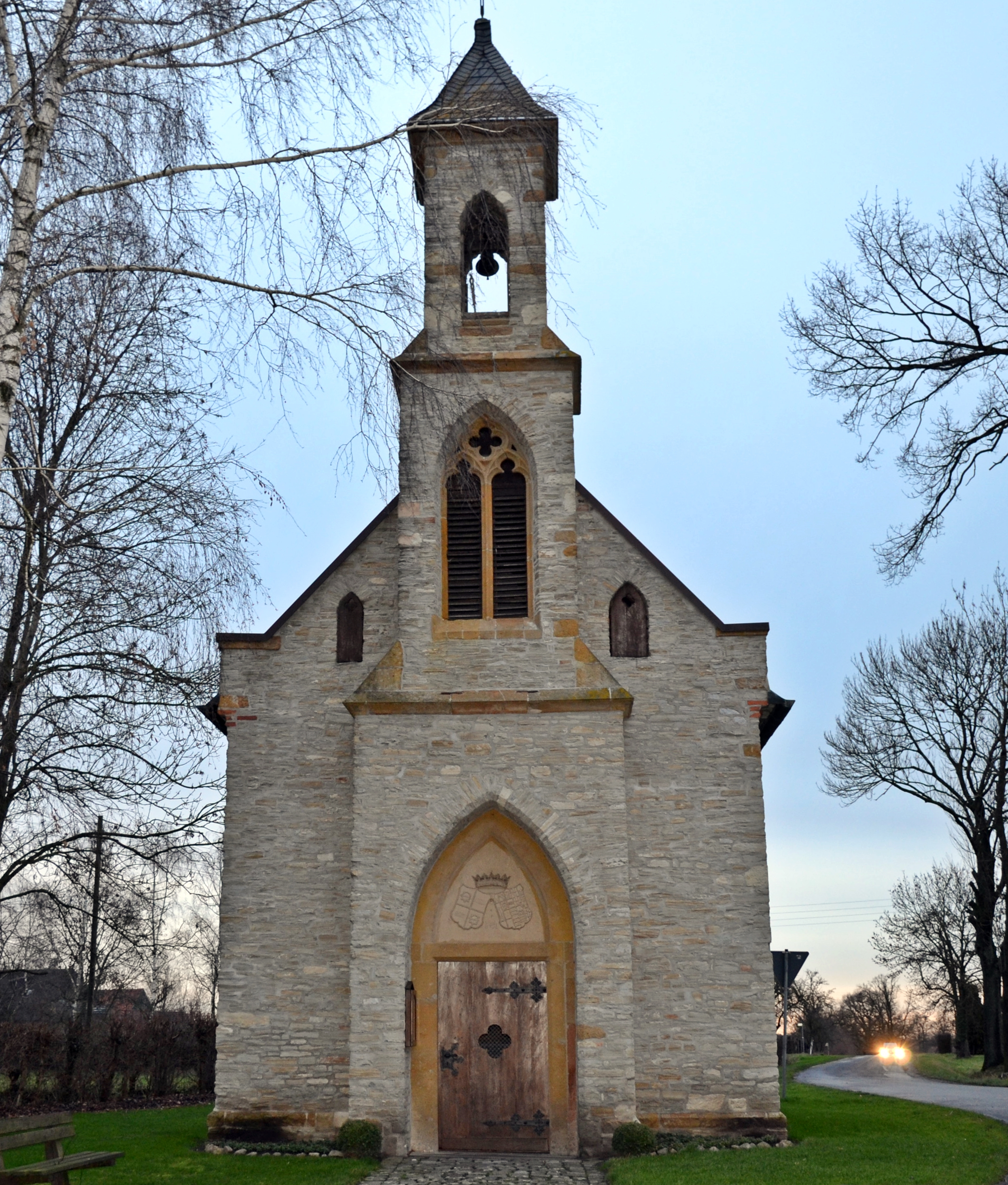
Schürenbrinkkapelle

Die Schürenbrinkkapelle, auch Kapelle St. Josef, ist ein denkmalgeschütztes Kirchengebäude in Ostenfelde, einem Ortsteil von Ennigerloh, im Kreis Warendorf (Nordrhein-Westfalen).

## Geschichte und Architektur
Die Kapelle wurde 1862 nach Plänen des Emil von Manger errichtet. Als Baumaterial dienten Steine der Pfarrkirche, die 1862 abgerissen wurde. Bauherren waren Freiherr Clemens August von Nagel-Doornick und Maria Johanna Huberta Gräfin Stolberg zu Stolberg aus dem Hause Westheim. Der Bau erinnert an die alte Kirche, die zum Ende des 12. Jahrhunderts errichtet wurde. Auf dem Altarbild im Inneren ist der Hl. Josef mit Jesus auf dem Arm dargestellt. Ein Abendmahlskelch befand sich lange im Besitz der Familie von Bose, er wurde an die Kapelle zurückgegeben. Eine Gravur im Boden des Kelches lautet: gehört zur Kapelle an dem Schürenbrink, zum Heiligen Joseph.